# Piribebuy

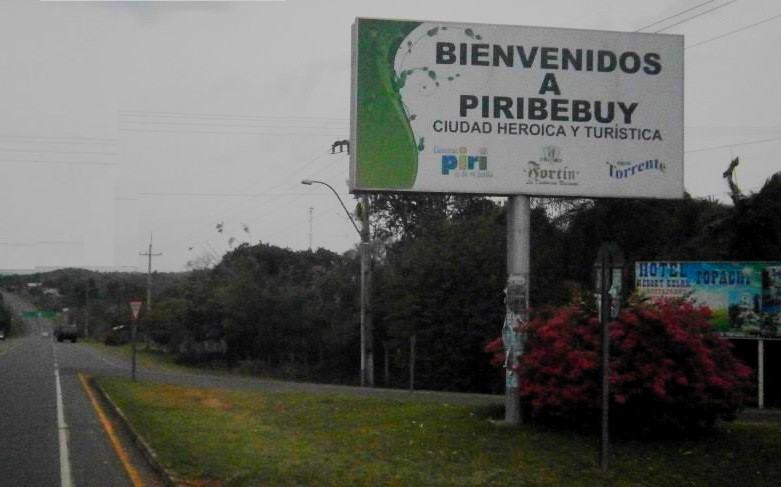
Acceso a Piribebuy por la Ruta PY02.

Piribebuy (en guaraní, Pirĩvevúi) es una ciudad histórica ubicada en el departamento de Cordillera, a 73 kilómetros de Asunción. Se sitúa sobre la ruta Rogelio R. Benítez que une la Ruta PY02 en el km 63 con la Ruta PY01 en el km 64.

## Toponimia
De origen guaraní, podría provenir de alguno de los dos siguientes términos:
- pirĩ vevúĩ significa ‘escalofrío’ o ‘brisa suave’. Los que apoyan esta etimología, sostienen que en esta zona hay varios arroyos refrescantes.
- píri vevúi significa ‘junco liviano’ o ‘paja liviana’.
  - Los que apoyan esta hipótesis se fundamentan en el hecho de que hay muchos juncos en el sitio donde el río Piribebuy desemboca en el río Paraguay (a pocos kilómetros al norte de Asunción, en un lugar llamado Arecutacuá).
  - Además, era muy común que los guaraníes usaran como topónimos (nombres de lugares y accidentes geográficos) los caracteres botánicos del lugar.
  - Asimismo, es mucho más probable que el nombre del río, que terminó dando su nombre al pueblo, haya sido nombrado en su desembocadura y no en su naciente.

Al trasladarse la palabra pirí vevúi de la oralidad a la escritura española, se convirtió en Piribebuy.

## Historia y geografía
Piribebuy es un pueblo de origen espontáneo, es decir, no se sabe de su fundación oficial. Sus orígenes se remontan a mediados del siglo XVII. Originado a partir del establecimiento de una capilla en el sitio llamado Paraje Obligado probablemente entre 1640 y 1650, fue designada parroquia en 1740 por el gobernador Rafael de la Moneda.
El Paraje Obligado era un lugar de descanso y recambio de caballos y mulas a orillas del arroyo Piribebuy, cuyo origen a su vez, se puede situar posterior al fortalecimiento del Camino Real de la yerba mate que unía la región de los pueblos de Caazapá y Yuty, fundados por los franciscanos entre 1609 y 1610, y la capital Asunción. Justamente el transporte de la yerba mate había propiciado el establecimiento del aquel paraje, así como la benignidad del clima cordillerano en tiempos estivales, los más en el Paraguay.

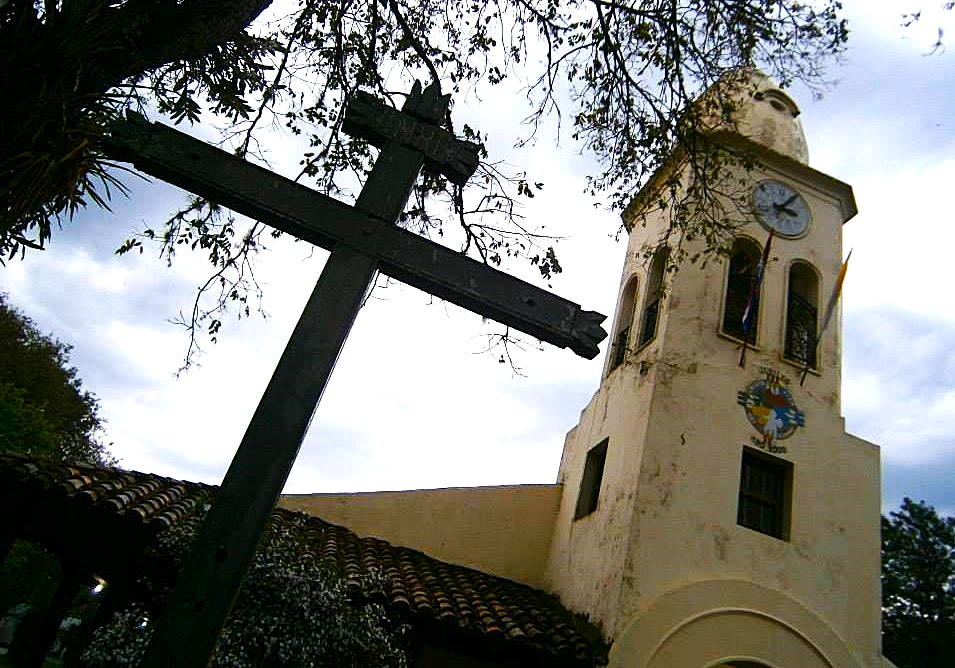
Parroquia Santuario "Ñandejára Guasu" de Piribebuy.

Los primeros pobladores de Piribebuy fueron criollos y mestizos que se dedicaban principalmente a la agricultura y que no eran asimilados en los pueblos franciscanos de indios reducidos. Mediante el régimen de encomiendas, los dueños de las extensas tierras utilizaban la mano de obra indígena concentrada en los pueblos franciscanos de Tobatí y Atyrá. En sus orígenes, era un lugar de descanso, una posta sobre el Camino Real (que reemplazó nominalmente al «tape aviru» de los guaraníes) por donde transitaba el tráfico comercial de la yerba mate.
La iglesia, erigida en honor del Santo Cristo de los Milagros, más tarde conocido como Ñandejára Guasu (nuestro gran señor, también conocida como Dulce Nombre de Jesús), fue concluida en 1753 por obra de su entonces cura párroco don Gaspar de Medina. Desde entonces era conocida popularmente como Capilla Guasu o Capilla Guazú (capilla grande) por sus dimensiones comparativas con otros templos de la época.
Piribebuy fue un centro impulsor del poblamiento de la zona cordillera. En la segunda mitad del siglo XVII, de ahí surgieron los pueblos de Barrero Grande, Caacupé, Itacurubí de la Cordillera y San José de los Arroyos.

### Guerra de la Triple Alianza

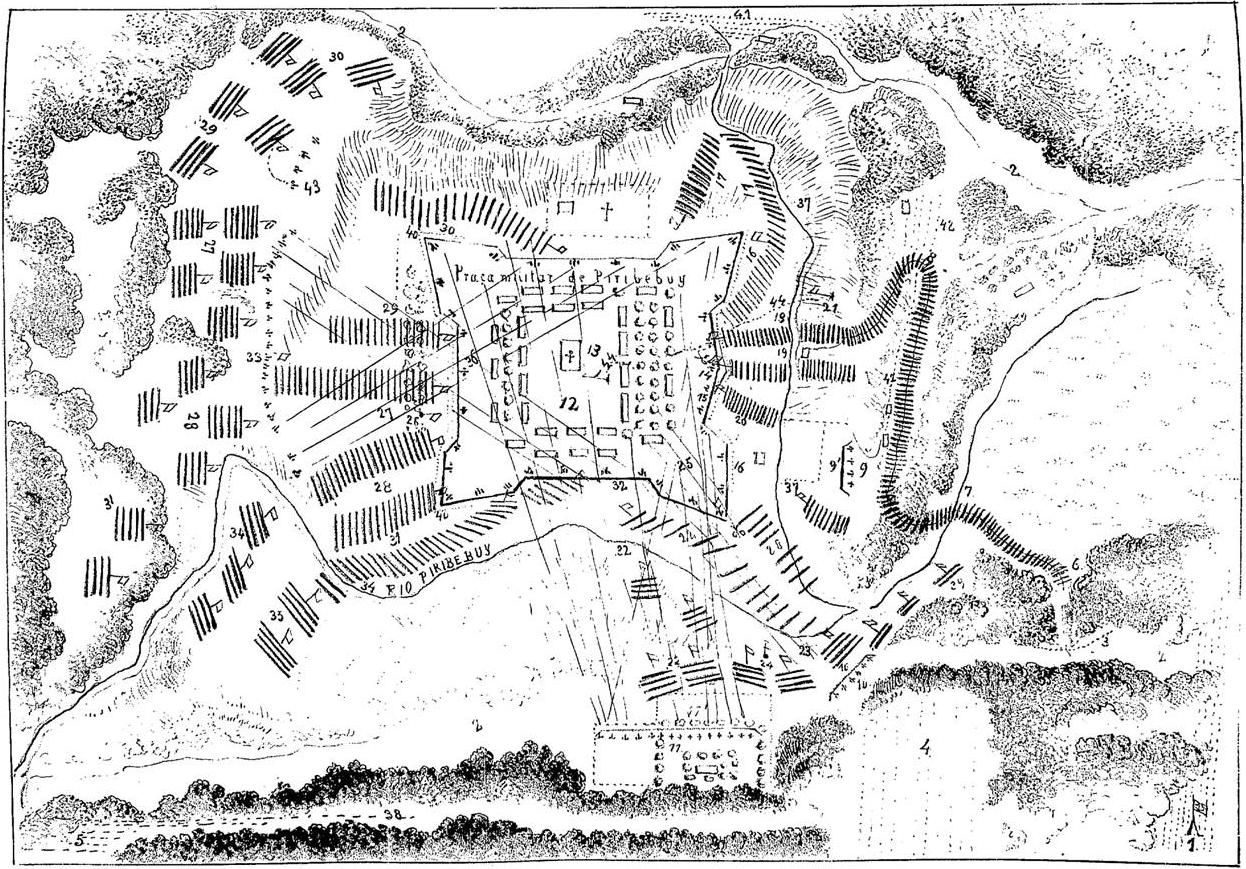
Esquema Memorial Plaza de Piribebuy, atacado y tomado el 12 de agosto de 1869 (Batalla de Piribebuy).

Durante la Guerra de la Triple Alianza (de la Argentina, Brasil y Uruguay contra Paraguay), Piribebuy se constituyó en Tercera Capital de la República. Estando en el Cuartel General de Pikysyry, el 8 de diciembre de 1868, el Mariscal López decretó el traslado de la Capital de la República al nuevo asiento del gobierno.
A medida que se produjeron los sucesos de Ita Ybaté y la reorganización del ejército en Azcurra, se trasladaron aquí el Archivo General de la Nación, y aquí residieron (hasta poco antes de la llegada de los invasores) el vicepresidente Sánchez y la legación del ministro plenipotenciario de Estados Unidos, el general estadounidense embajador ante el Paraguay Martín Mc Mahon, la madre, las hermanas y los hijos del presidente López, y su mujer, la irlandesa Elisa Lynch.
A fines de julio de 1869, las fuerzas del príncipe Gastón María de Orleans, conde D’Eu (yerno del emperador Pedro II) emprendió la campaña de las Cordilleras.
Atacaron Ybytymí, el 4 de agosto entraron a Sapucay, luego a Valenzuela, y el 10 de agosto de 1869 llegaron al pueblo Piribebuy.

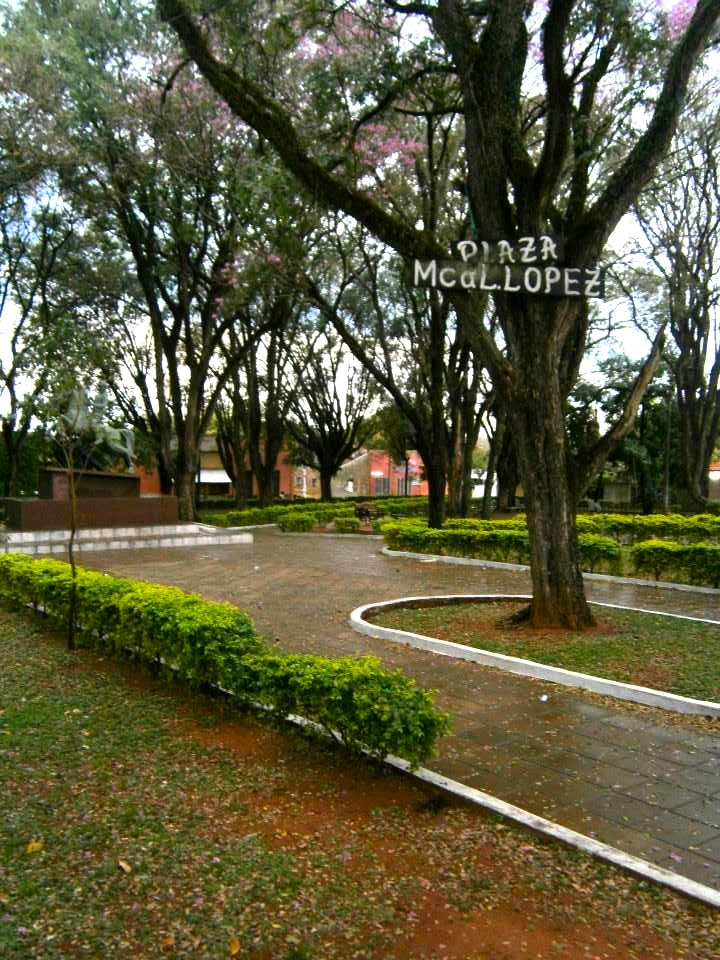
Plaza Mariscal López (Piribebuy).

El ejército invasor cercó el pueblo: eran 20.000 aliados contra 1600 defensores y unas 100 mujeres (a las que aún se recuerda como «las Heroínas de Piribebuy»). Al amanecer del 12 de agosto, previo bombardeo, se inició el ataque de la plaza principal (donde se encuentra la iglesia), que duró cinco horas.
El Archivo Nacional de la República, que había sido traído desde Asunción, fue sacado a la calle y gran cantidad de documentos históricos fueron quemados en la plaza. El remanente (el mayor porcentaje)[cita requerida] fue llevado a Brasil.
Cuatro días después, el 16 de agosto de 1869 se libró la batalla de Acosta Ñu, donde —a falta de soldados— ancianos, mujeres y unos 3000 niños menores de 14 años, armados con palos y machetes, ocuparon el rol de defensores y se encargaron de retrasar el avance del ejército brasileño, uruguayo y argentino hasta ser exterminados.

### La Guerra del Chaco
Más de 2000 piribebuyenses fueron movilizados, y el caso extraordinario fue que en plena guerra se instalaron fábricas en casi todas las compañías para elaborar los productos aprovechando las donaciones, sobre todo de mandioca. Se proveía al ejército de fariña, cigarros y bordelesas de caña, en una creciente industrialización, que además no descuidaba el mantenimiento de las chacras de los movilizados.
El 12 de agosto de 1938, fue erigida en el Monumento a los Héroes una placa de bronce con los nombres de los 252 hijos de Piribebuy que murieron en defensa de la patria durante la Guerra del Chaco.

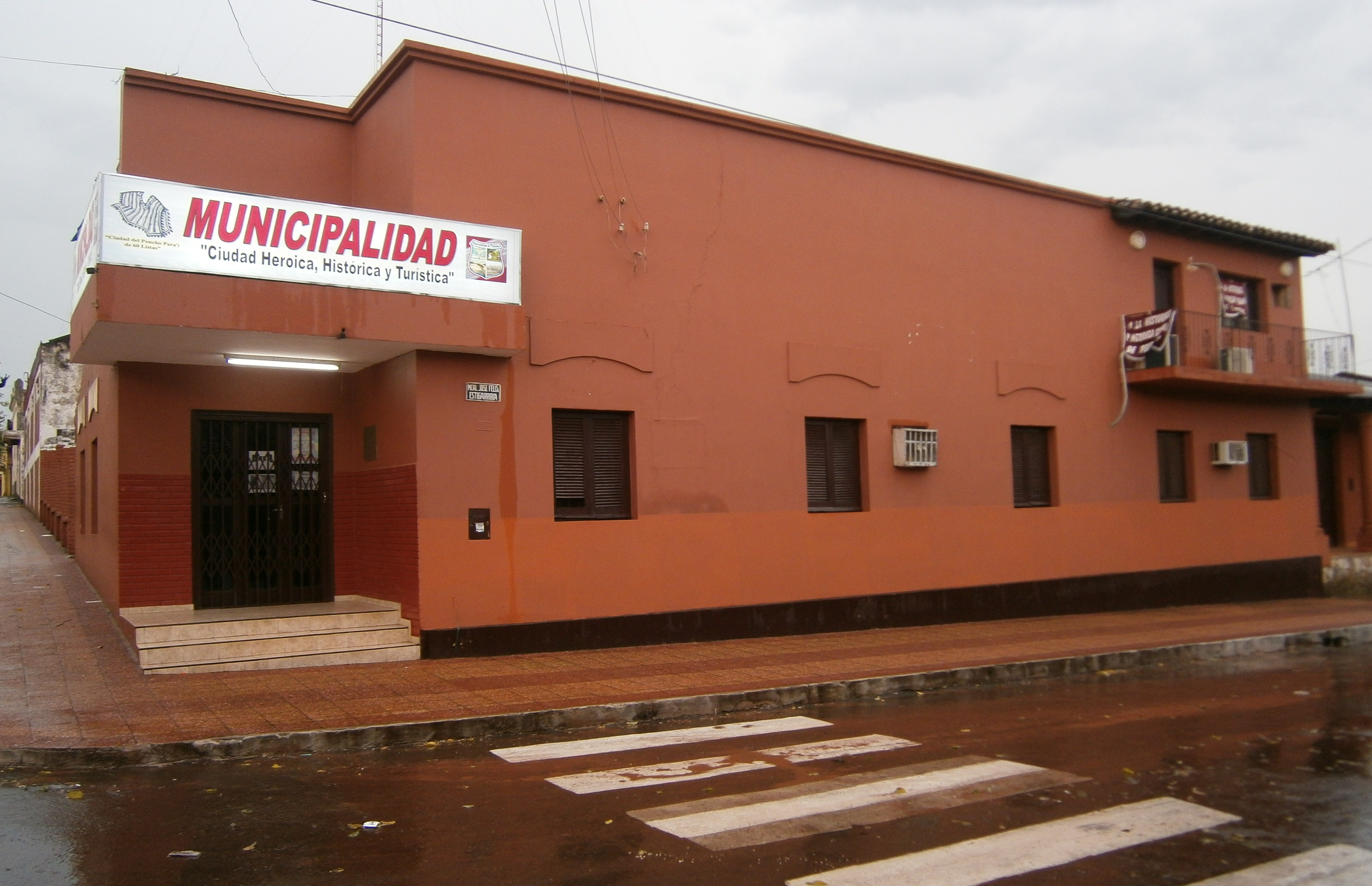
Palacio Municipal de Piribebuy.

## Fundación
El 6 de marzo de 1900 Piribebuy fue convertida en municipio.
En 1958, la Municipalidad estableció una supuesta fecha de fundación: el 8 de marzo de 1636, pero esta afirmación carece de fundamento histórico. Esa fecha se festejó por primera vez el 8 de marzo de 1958, en lo que sería el aniversario 322 de la localidad. La resolución municipal n.º 127, de 1988, estableció definitivamente como fecha de fundación el 8 de marzo de 1636 (389 años hasta la actualidad [2016]).

## Geografía

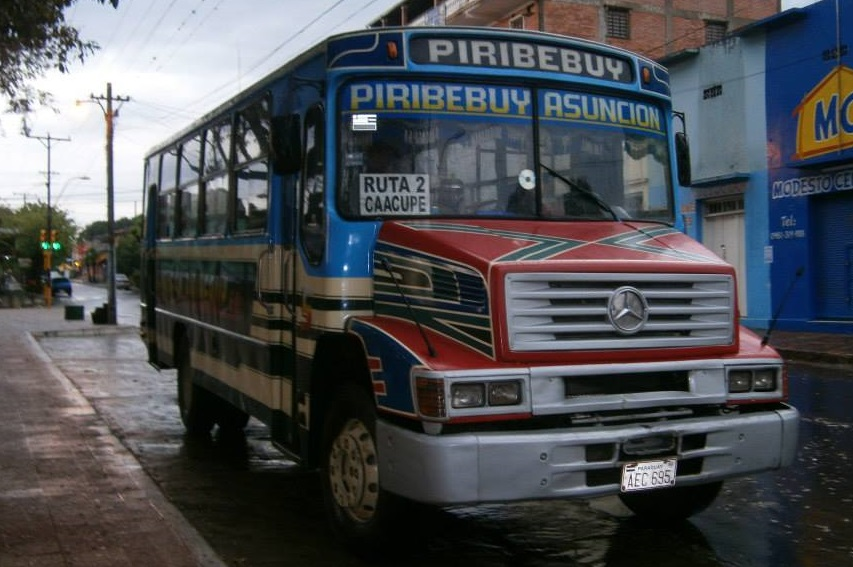
Colectivo de la empresa Piribebuy, rumbo a la ciudad homónima.

Posee un área de 174 km² (17.400 ha), lo que representa el 3,5 % de la superficie total del departamento de la Cordillera, que es de 4.948 km². Uno de los cerros más conocidos ubicado en el ramal Paraguari-Piribebuy es Mbatovi, donde se encuentra la reserva ecológica con el mismo nombre. La Eco Reserva Mbatoví.
El distrito de Piribebuy limita al norte con Caacupé y Eusebio Ayala, al sur con Paraguarí, Escobar y Valenzuela, al este con Eusebio Ayala e Itacurubí de la Cordillera, y al oeste con Pirayú. Dista 72 km de la capital. Ubicado geográficamente en el Tercer Departamento de la Cordillera, se asienta en una zona de afloraciones rocosas de la Cordillera de los Altos.

## Demografía
La población del distrito es de 25 758 habitantes, según datos oficiales del censo paraguayo de 2022.

## Cultura y Turismo
La ciudad de Piribebuy se ha caracterizado últimamente por ser sede de uno de los eventos nacionales más importantes: el Festival del Poncho Para’í de 60 Listas. Se trata de un festival internacional, decretado de interés nacional por la Secretaría Nacional de Turismo y las instituciones culturales más importantes del Paraguay.
Dicho festival es organizado con las festividades de Ñandejára Guazú y reúne a los artistas nacionales más importantes, como Los Alfonso, Grupo Generación de Villarrica, Los Ídolos de Piribebuy, Juan Cancio Barreto, Juan Carlos Oviedo y los hermanos Acuña, el Trío San Valentín y el ballet Piribebuy Jeroky, entre otros.
Dicho festival suele realizarse en las instalaciones del Club 12 de Agosto.
El ballet Piribebuy Jeroky es un grupo de jóvenes destacados, que llevan la danza y el nombre de Piribebuy siempre en alto, son invitados a los mayores eventos culturales del país.
Después de la guerra de 1870, Piribebuy fue uno de los sitios preferidos por los inmigrantes italianos, que se instalaron en sus inmediaciones, creando una sociedad dinámica, consolidándose sin embargo la identidad local. Prueba de ello es que una de las artesanías características hasta hoy se conserva: el famoso «poncho de sesenta listas».
También se sigue fabricando la caña, bebida también tradicional, realizando el circuito turístico que busca dar a conocer la tradición paraguaya de la elaboración de dicha bebida alcohólica cimiento de la economía de cerca de 500 familias que trabajan en la producción de la misma.

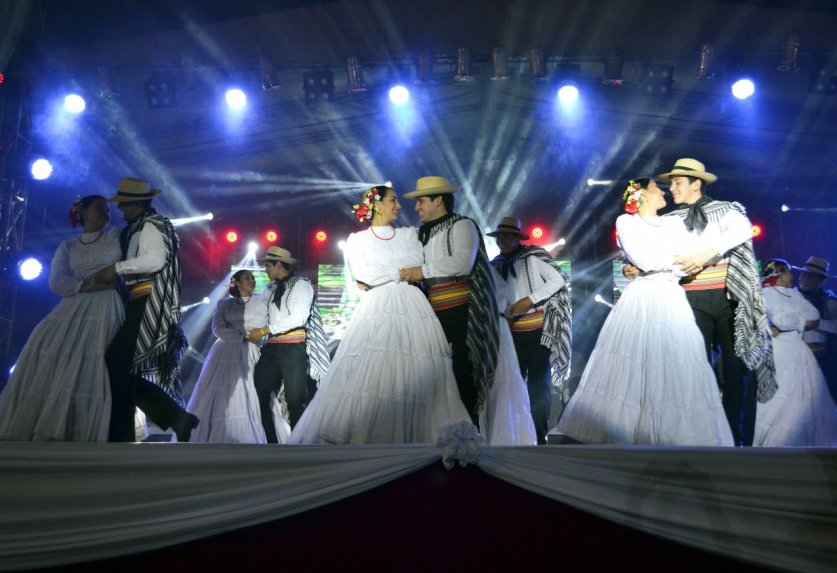
Grupo Municipal de Danzas Piribebuy Jeroky en la XV Edición del Festival Poncho Para'i de 60 Listas.

### Festival Internacional del Poncho Para'i de 60 Listas
Es una actividad cuyo objetivo principal se resume en la valoración y difusión de la Joya más preciada de la histórica ciudad de Piribebuy, el Poncho Para'i de 60 Listas, reliquia gloriosa en el pasado y en el presente, única en su género, desde la Primera Edición del Festival, en el año 2002 hasta hoy día; el trabajo ha sido incansable y agotador, pero con un resultado satisfactorio y alentador, ya que como semillas que hoy día brotan y ya tienen frutos.
El Festival Internacional del Poncho Para'i de 60 Listas es un evento que busca el involucramiento de entidades, instituciones y la ciudadanía en general, con el objetivo de difundir y valorar día a día, a nivel nacional e internacional esta joya, orgullo de cada uno de los ciudadanos que habitan este hermoso pueblo de Piribebuy, y también a través de esta, apreciar y celebrar aún más al folklore paraguayo, ya que en este festival han desfilado (y lo van a seguir haciendo) grandes exponentes de la música y la danza paraguaya.

### Educación
Posee 30 escuelas de nivel primario y 10 colegios de nivel secundario, el Instituto de Formación Docente "Maestro Fermín López" y la biblioteca pública "Maestro Fermín López" (Héroe de la defensa en 1869), obra debida a la "Asociación de Hijos y Amigos de la Ciudad de Piribebuy", entidad fundada en los setenta por iniciativa de don Rubén Benítez Aguilera, la Lic. Margarita Kallsen Gini y un grupo de piribebuyenses residentes en Asunción.
El Colegio Nacional Piribebuy, es el segundo colegio en cuanto a población estudiantil, en todo el Tercer Departamento de las Cordilleras.
En 2022, se realizó una donación de 235 libros sobre historia, música, materiales didácticos para niños, revistas, materiales sobre cultura general, cuentos y novelas, entre otros, entregados a la biblioteca pública de Piribebuy “Margarita Kallsen Gini”.

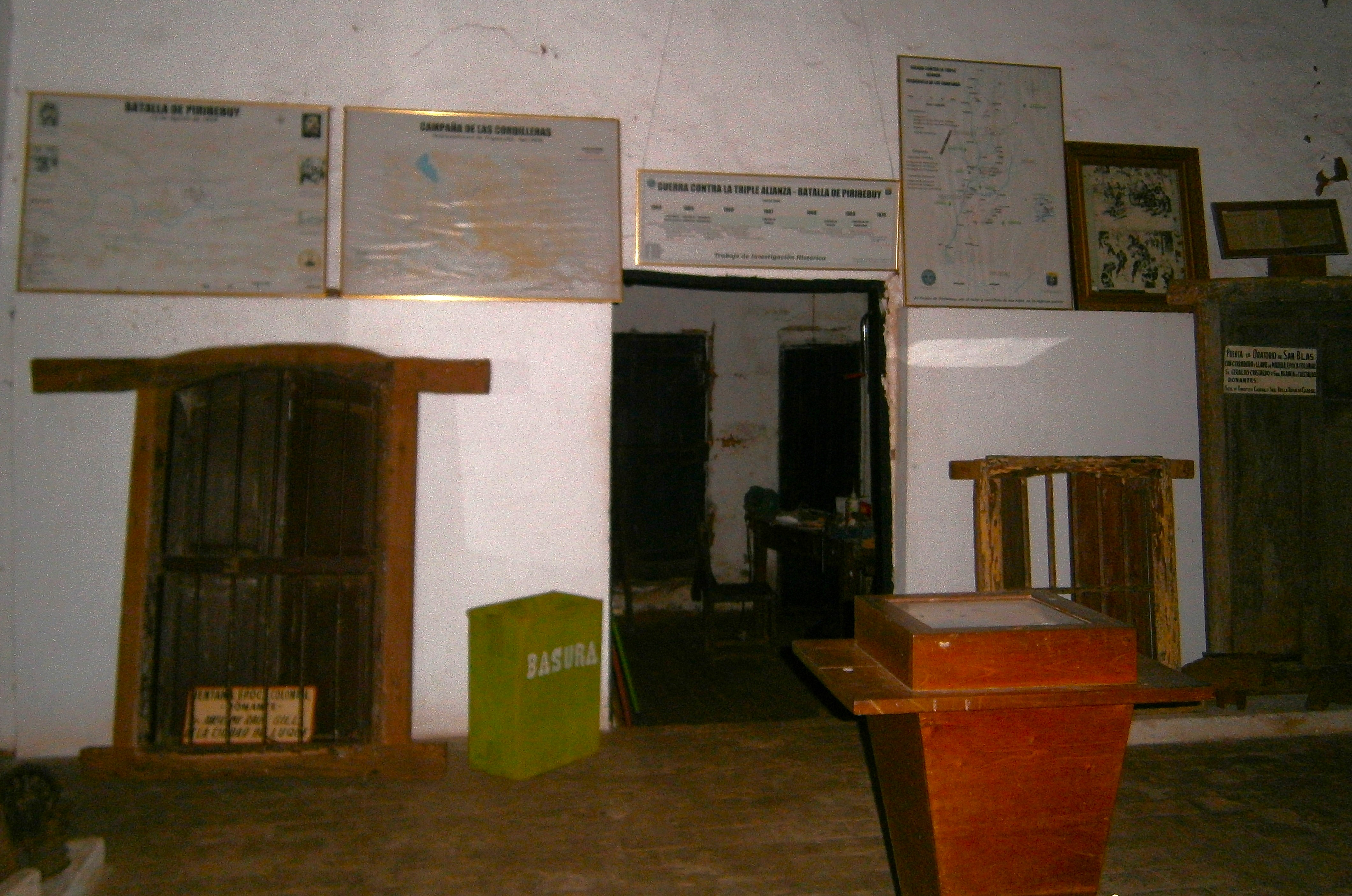
Interior del Museo Histórico «Comandante Pedro Pablo Caballero».

### El Museo Histórico
El Museo Histórico «Comandante Pedro Pablo Caballero» expone objetos recuperados de la Guerra contra la Triple Alianza, y otros objetos antiguos de tiempos de la colonia.
Su actual local fue inaugurado en 1994, pero realmente fue creado en 1973 por Alfredo Bernal, un excombatiente de la Guerra del Chaco, que se empeñó en recuperar los patrimonios históricos de su ciudad. Lo hizo sobre la base de un pequeño museo creado por la historiadora Dra. Margarita Duran Estragó, que hasta 1971 fue directora del Colegio Santo Domingo de Piribebuy. En las salas del museo se observan objetos de las dos guerras, la de la Triple Alianza y la del Chaco.
El director del museo, Miguel Ángel Romero, tallador de imágenes de santos, enseña su arte a todas las personas que deseen aprenderlo. Estas deben pasar un examen de ingreso que consiste en tallar el dedo pulgar de una mano. Durante el año escolar muchos niños vienen a aprender el arte de esculpir la madera.

### Monumento a Los Héroes
Los dirigentes del Club Doce de Agosto, inspirados en el artículo primero de sus estatutos, que reza «Su fundación se inspira en el pasado histórico de este pueblo», se abocaron a la tarea de erigir un monumento a los héroes caídos en el sangriento combate del 12 de agosto de 1869. El monumento se inauguró el 12 de agosto de 1919, año del Cincuentenario de la Batalla de Piribebuy. Una placa de mármol blanco atestigua: «monumento erigido por el Club 12 de Agosto F. C.».